# La fabbrica degli eroi
La fabbrica degli eroi (Le bon et les méchants) è un film del 1976, scritto e diretto da Claude Lelouch.

## Critica
«Un film leggero e scanzonato», ma «un po' troppo semplicistico dal punto di vista politico»: «mescolare una storia alla Bonnie & Clyde con la Resistenza e l'occupazione tedesca è un esercizio superiore alle forze del manieristico C. Lelouch».